# Lajtai Kati
Lajtai Katalin (Szekszárd, 1978. április 8. –) Artisjus-díjas magyar énekesnő, énektanár. 1998 és 2010 között a Crystal együttes énekese.

## Életrajz
Anyai ágon észt származású, és folyékonyan beszéli a nyelvet. Az I. számú Garay János Általános Iskola elvégzése után tanulmányait a szentesi Horváth Mihály Gimnázium drámai tagozatán folytatta, ahol egy iskolai előadóesten Kasza Tibivel lépett fel. A váratlan gratulációk hatására ekkor dőlt el, hogy énekesnői pályára lép. 1996-ban a gimnázium után musical szakon (Toldy Mária Musical Studio), illetve dzsesszénekképzésen folytatta a tanulást Budapesten. A Fianna nevű ír népzenei társulattal bejárta Európát, és több musicalben is játszott. Megalapította C21 (szitu van) nevű első rapformációját a Kasza testvérekkel közösen. Vokálozott ezzel egy időben több zenekarban (Volvox, Varga Miklós-album, Sziámi).
Az 1998-ban megalakult Crystal zenekar énekese és vokálosa volt, egészen a zenekar 2010-es feloszlásáig. A zenekarral számos siker ért el az évek alatt. Összesen hat stúdióalbumot készítettek, 2002-ben Arany Zsiráf díjjal tüntették ki őket, míg 2005-ben a legjátszottabb magyar rádiós slágert is ők adták. A Crystal feloszlása után egy időre visszavonult az énekléstől és a médiától. 2013-tól énektanári szerepet tölt be Az ének iskolájában és a Sztárban sztárban, valamint 2019-től a Sztárban sztár leszek!-ben, majd – háromévnyi szünet után – 2014-ben a Budapest Voices nevű formációban tért vissza újra az énekléshez. 2016-ban a Kismenők című gyerek tehetségkutató egyik zsűritagja volt.
2016 nyarán megszületett első gyermeke, aki a Máté nevet kapta.
2018-ban visszatért a Sztárban sztár című műsorba énektanárként.

## Diszkográfia
| - Két utazó (2000) - Fújja el a szél (2002) - Trilógia (2004) - Karácsony (2008) - Gregorian (2009) - Két utazó Special Edition (2 CD) (2002) - Fújja el a szél Special Edition (CD és DVD) (2004) - Világok hangjai (CD és DVD) (2007) |

### Maxi CD-k és DVD-k
- Két utazó (2000)
- Ezer Hold (2001)
- Vigyázz rám (2001)
- Amíg csak élek I. (2001)
- Amíg csak élek II. (2001)
- Álom (maxi) (2002)
- Fújja el a szél (2002)
- Mama (2003)
- Jég a tűzben (2003)
- Itt megtalálsz (2004)
- Hajnali fény (2004)

## Külső hivatkozások
- Hivatalos oldal
- Biográfia